# Iohannes Fabri
Iohannes Fabri (in francese Jean Le Fèvre; Parigi, 1320 – Avignone, 11 gennaio 1390) è stato un vescovo cattolico, abate e ambasciatore francese.

## Biografia
Abate benedettino di Tournus dal 1369, di Saint-Vaast a Arras dal 1370 e ambasciatore di Francia presso Gregorio XI dal 1376, nel 1380 fu nominato vescovo di Chartres.
Dopo lo Scisma d'Occidente, aderì all'antipapa Clemente VII.
Fu anche cancelliere di Luigi I d'Angiò e di Luigi II d'Angiò.